# Bò Hinterwald
Bò Hinterwald (tiếng Đức: Hinterwälder-Rind) là một giống bò địa phương cũ của giống bò từ rừng đen. Có một hiệp hội giống ở Đức và một ở Thụy Sĩ. Tên khoa học của giống bò này là Bos primigenius f. taurus.
Những con bò giống này có kích thước nhỏ, chỉ cao 115 đến 125 cm (45 đến 49 in) và nặng từ 380 đến 480 kg (840 đến 1.060 lb), khiến chúng trở thành giống bò nhỏ nhất vẫn tồn tại ở Trung Âu. Phần đầu chủ yếu là màu trắng, phần còn lại của bộ lông được làm chia thành các mảng màu vàng nhạt đến màu nâu đỏ đậm. Giống bò này đã được lai tạo để đối phó với các điều kiện khắc nghiệt, chẳng hạn như mùa đông lạnh, đồng cỏ dốc và chế độ ăn uống tiết kiệm, chúng thích nghi tốt với khí hậu núi Alps. Chúng được sử dụng cho cả sản sinh thịt bò và sữa và được ghi nhận về sự tiết kiệm, tuổi thọ và ít khó khăn trong việc sinh đẻ.
Những phẩm chất này đã dẫn đến sự gia tăng đáng kể số lượng bò Hinterwald ở dãy núi Alps của Thụy Sĩ kể từ khi giới thiệu một chương trình nhân giống được khởi xướng bởi Pro Specie Rara, một tổ chức phi lợi nhuận dành riêng cho việc bảo tồn các loài trong nước đang bị đe dọa. Tuy nhiên, giống bò này vẫn đang trong tình trạng bị đe dọa. Chính phủ Baden-Württemberg trả tiền thưởng cho chăn nuôi để bảo tồn nó.
Giống bò này là "Động vật Nội địa của năm" ở Đức vào năm 1992.